# Natale Beretta
Natale Beretta (Novi Ligure, 26 dicembre 1894 – Alessandria, 22 novembre 1990) è stato un arbitro di calcio e calciatore italiano.

## Carriera
Fin da giovanissimo ha praticato l'atletica agonistica, iscritto nella società Forza e Virtù di Novi Ligure. 
Ha praticato il calcio giocando nella Novese prima e poi nel Milan. Con la squadra rossonera ha disputato la stagione calcistica 1920-1921 disputando una sola partita in Prima Categoria, nella partita da lui giocata a Milano il 16 gennaio 1921: Milan-Legnano (1-2).
Dopo l'esperienza di atletica e di calciatore partecipò alla prima guerra mondiale, dove fu insignito della Croce di guerra; si iscrisse quindi al corso arbitrale e divenne arbitro effettivo nel 1920.
Arrivò ad arbitrare 29 partite in Serie A dove esordì dirigendo Napoli-Pro Patria (1-0) del 12 ottobre 1930.
Arbitrò la sua ventinovesima ed ultima partita in Serie A a Roma il 26 aprile 1934 in Lazio-Brescia (3-2).
Noto come arbitro deciso, in piena epoca fascista scacciò dal campo il federale di Arezzo che pretendeva di guardare la partita dalla panchina in occasione di una gara lì disputata.
Nel 1947 è stato uno dei fondatori della SottoSezione Arbitri di Novi Ligure elevata a Sezione il 18 giugno 1955, anno preso in considerazione nel 2015 per festeggiare il 60º anniversario.
È stato attivo in molti sport, ginnastica ed atletica da giovane praticante quindi ciclismo e pugilato come dirigente.

## Onorificenze
È stato insignito del titolo di 
- Cavaliere di Vittorio Veneto[2];
- Cavaliere della Repubblica Italiana;
- Stella d'argento e di bronzo al merito sportivo[2];
- Targa d'argento dalla Federazione Ciclistica Italiana (FCI).[9]